# Chartreuse Notre-Dame de Cahors
La chartreuse Notre-Dame est un ancien monastère de l'ordre des Chartreux qui a été fondé en 1320 par le pape Jean XXII à l'emplacement d'une ancienne commanderie des Templiers de Cahors. Aujourd'hui disparue, le grand cloître se trouvait à l'emplacement du cours de la chartreuse et rue de la chartreuse.

## Historique
Les Templiers se sont installés à Cahors en 1196. Après la suppression de l'ordre du Temple, en 1312, les bâtiments de la commanderie de Cahors sont repris par l'ordre de Saint-Jean de Jérusalem. Le pape Jean XXII leur rachète le 26 octobre 1320, pour la somme de 2 500 florins d'or, les immeubles et droits seigneuriaux qui avaient été la propriété des Templiers. Les chartreux peuvent occuper les bâtiments le 11 janvier 1328.
Dom Malvesin a fait la description de la chartreuse en 1328. Elle ne comprend alors que l'église dédiée à la Bienheureuse Vierge Marie, la chapelle des morts et le petit cloître, en précisant qu'il « ne contenait que la moitié de ce qu'il est aujourd'hui », quelques logements et des jardins qui « n'étoient point de grande étendue ». Il signale aussi une grande salle amputée au XVIIe siècle qui a pu être le réfectoire. Il précise que le pape Jean XII a fait construire le grand cloître correspondant à la partie érémitique de la chartreuse avec les maisons pouvant accueillir douze moines. La partie cénobitique de la chartreuse était installée dans les bâtiments de l'ancienne commanderie.
Le grand cloître est agrandi dans la seconde moitié du XIVe siècle ainsi que plusieurs chapelles.
Une chartreuse abrite deux communautés - les pères et les frères. Chacun des groupes a son propre réfectoire et chapitre. Le quartier des frères devait se trouver dans les bâtiments occupés actuellement par le Centre Genyer.
La chartreuse avait aussi une hôtellerie pour recevoir les hôtes séculiers et une écurie. L'hôtellerie doit être le bâtiment dans lequel se sont installés les Sœurs de la Charité au XIXe siècle.
Dom Albert de Saint Avit indique que le prieur dom Delibra avait fait restaurer les ouvrages de défense établis par les Templiers, ce qui lui a permis de résister pendant trois jours aux huguenots lors de la prise de la ville, en mai 1580. Les chartreux sont emprisonnés et la chartreuse mise à sac. Les catholiques reprennent la ville le 8 février 1581 et les chartreux retrouvent leur couvent dont il ne reste que des pans de murailles. La chartreuse est rapidement restaurée.
Des restaurations de la chartreuse ont été entreprises au XVIIe siècle. Un mur de clôture est construit le long de la rue du lycée le 1er décembre 1733. D'après Joseph Daymard, la majorité du grand cloître a été reconstruit en 1741.
La chartreuse a disparu à La Révolution. L'inventaire fait en mars 1790 montre que les chartreux sont la communauté la plus riche de Cahors. En 1791, les bâtiments sont vendus par lots comme biens nationaux et ont été détruits en grande partie. On peut voir sur le pourtour du cours de la chartreuse des arcades et des pilastres qui la rappelle. 
L'immeuble a été acheté par les Sœurs de la Charité et de l'Instruction chrétienne de Nevers les 3 et 9 juin 1847. Une chapelle y a été aménagée au milieu du XIXe siècle le long de la rue Claviole. Un chapiteau porte la date de 1861, et un autre l'écu de l'évêque Jean-Jacques David Bardou (1842-1863). Elle a peut-être été construite par l'architecte diocésain Joseph Pinochet, entre 1853 à 1864. Les bâtiments sont achetés par la ville de Cahors en 1977.

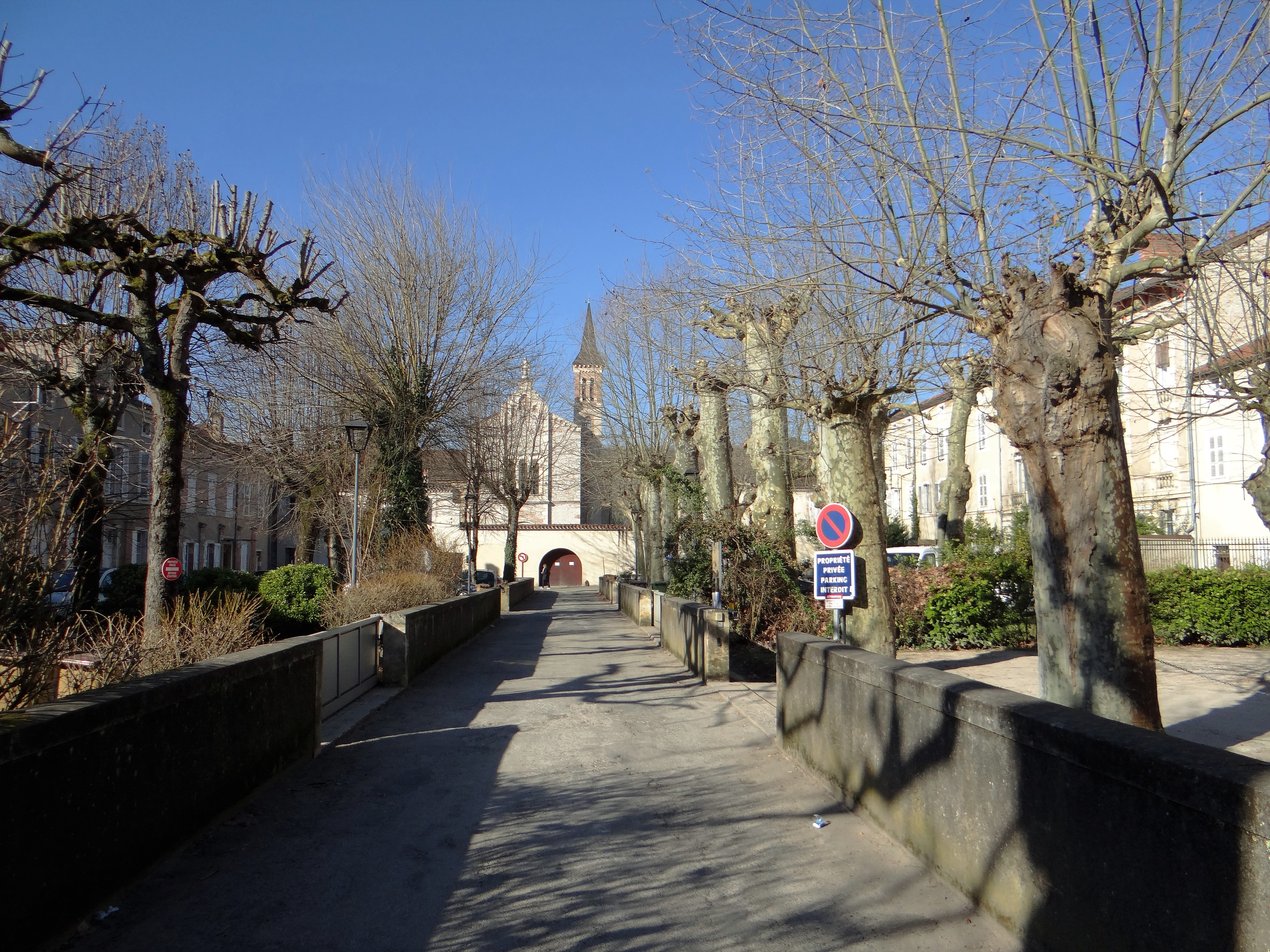
Cours de la chartreuse et l'église des Sœurs de la Miséricorde

Antoinette Agar (1788-1875) dite Rosalie fonde en 1839 le couvent des Sœurs de la Miséricorde qui installent leur couvent dans les bâtiments occupés auparavant par l'école normale pour y accueillir des prostituées, des filles mères. Les Sœurs de la Miséricorde font alors construire leur église par l'architecte Joseph Pinochet, inspecteur diocésain, entre 1856 et 1858, à l'ouest de la rue de la chartreuse. Les bâtiments conventuels sont construits en 1892-1893 par l'architecte  Émile Toulouse. Les locaux sont actuellement occupés par le Centre Genyer.

## Prieurs
- -1554 : Pierre Sarde prieur de la Grande Chartreuse et général de l'ordre de 1554 à 1566.

- ~1570/1580 : Jean de Libra ou Delibra (le Vieux), né à Montauban, il étudie à l'université de Cahors, y occupe une chaire pendant quelques années, se fait moine à la chartreuse de Cahors en 1533, prieur de Glandier, puis de Castres en 1545, de nouveau à Glandier en 1557, visiteur commissaire des trois provinces italiennes et prieur de la chartreuse de Milan, revient d'Italie en 1563, nommé, pour la deuxième fois, prieur de Castres[3], visiteur de la province d'Aquitaine, prieur de Cahors vers 1570[4].

- 1596 : Antoine Fabri, prieur de Cahors[4].
- 1602-1610 : Richard Beaucousin (1561-1610), ancien avocat, profès de Paris en 1591, où il a été vicaire de la Chartreuse de Paris de 1593 à 1602, et a été le directeur spirituel de nombreux réformateurs religieux (Pierre de Bérulle, Barbe Acarie[5]…). Son activité dans ce milieu dévot étant assez incompatible avec la vie cartusienne, il fut envoyé à Cahors[6]. A sa mort, ses amis parisiens tentèrent sans succès de faire revenir son corps à Paris.

- 1610 : Jacques Fradin (†1623), natif d'Angers, profès de Cahors, élu prieur en 1610 et nommé convisiteur, puis prieur de Toulouse et nommé visiteur de la province d'Aquitaine[7].

- 1627-1645 : Antoine Tixier (†1655), né à Felletin, profès de Toulouses, procureur à Rodez et à Toulouse, prieur de Rodez en 1617, puis de Cahors en 1627. En 1642, prieur à Bordeaux, à Cahors dès l’année suivante, transféré à Toulouse en 1645.

- 1660 : François de la Roche (†1663/64), profès de Port-Sainte-Marie, prieur de la chartreuse de Bordeaux en 1647. En 1660, il est transféré au priorat de Cahors, en même temps convisiteur d’Aquitaine.

- 1694 : Joseph Torrilhon (†1706), originaire du Velay, profès de Toulouse, prieur de Castres en 1678, transféré au Puy en 1682, prieur de Bordeaux et convisiteur d’Aquitaine. En 1694, il passe prieur de Cahors et visiteur, redevient en 1701 prieur de Castres, déposé en 1705.